# Royal Beerschot Hockey Club
 (janvier 2022).
Si vous disposez d'ouvrages ou d'articles de référence ou si vous connaissez des sites web de qualité traitant du thème abordé ici, merci de compléter l'article en donnant les références utiles à sa vérifiabilité et en les liant à la section « Notes et références ».
Maillots
Dernière mise à jour : 20 décembre 2010.
Le Royal Beerschot Hockey Club est un club belge de hockey sur gazon situé à Kontich.